# Scrubs – Die Anfänger
Scrubs – Die Anfänger ist eine US-amerikanische Dramedy-Sitcom, die 2001 von Bill Lawrence entwickelt wurde. Die neun Staffeln beinhalten 182 Folgen, die bis 2010 ausgestrahlt wurden. Die Serie behandelt die beruflichen und privaten Probleme junger Ärzte seit ihren ersten Gehversuchen im Krankenhausalltag. Für Krankenhausserien untypisch wurden dabei dramatische und komische Elemente verbunden.

## Handlung
Mittelpunkt und Ich-Erzähler der Serie ist der junge Mediziner John Michael Dorian, J. D. genannt. Frisch von der Universität gekommen, taucht er in die Welt des tagtäglichen Krankenhausbetriebs im Sacred Heart Hospital ein, lernt mit den Höhen und Tiefen des Arztberufes umzugehen und lässt den Zuschauer dabei an seinen Gedanken, Ängsten und Tagträumen teilhaben. Mit der Zeit entwickelt er sich weiter und gewinnt die eine oder andere philosophische Erkenntnis.
Ähnlich ergeht es seinen zwei gleichaltrigen Kollegen: der ebenso hübschen wie zielstrebigen (aber oft auch sehr unsicheren und neurotischen) Elliot Reid sowie seinem College-Freund und, bis Ende Staffel 4, Mitbewohner Christopher Turk. Neben der Berufswahl verbindet die drei eine enge Freundschaft; in der Männerfreundschaft zwischen Turk und J. D. kommt immer wieder eine homoerotische Komponente zum Vorschein. Anders verhält es sich mit ihren Vorgesetzten, dem strengen Chefarzt Dr. Robert Kelso und dem sarkastisch-narzisstischen Oberarzt Dr. Percival Cox. Kelso liegt scheinbar nur das finanzielle Wohl der Klinik am Herzen. Cox hingegen besticht durch beispielhafte Berufsethik, dennoch scheint er ein emotionales Wrack zu sein und gibt sich kühl und distanziert, was sich vor allem in seinem zynischen Humor ausdrückt. Des Weiteren stellt er die nahezu archetypische Form des an seiner Umwelt rücksichtslos Frust auslassenden Zynikers dar, der nicht selten die Assistenzärzte unsanft in die Realität zurückbefördert. Er und Dr. Kelso sind verfeindet, und des Öfteren bezeichnet Dr. Cox Dr. Kelso als Satan persönlich. Dr. Cox ist J. D.s großes Vorbild, und Jordan, Dr. Cox’ Ex-Ehefrau, betont einmal, dass dieser früher einmal genauso wie J. D. gewesen sei.
Ein weiteres Hindernis für J. D. stellen die Schikanen des Hausmeisters dar, dessen Name unbekannt ist.
Turk geht schnell eine Beziehung mit der Krankenschwester Carla Espinosa ein.
Im Verlauf der Serie reifen J. D. und Turk, der Carla schließlich heiratet, merklich heran und gründen Familien mit Kindern.
Ab der achten Staffel übernimmt Dr. Cox den Posten des Chefarztes von Dr. Kelso, welcher in den Ruhestand geht, sich jedoch weiterhin oft in seiner Freizeit im Sacred Heart aufhält. Da Dr. Kelso jetzt nicht mehr der Vorgesetzte von Dr. Cox ist, fällt es den beiden leichter, sich gegenseitig zu respektieren, und sie freunden sich an.

## Bedeutung des Titels
Der Titel setzt gezielt auf seine Mehrdeutigkeit:
Im Englischen bezeichnet scrubs die Berufskleidung von Chirurgen. Der Name leitet sich ab von dem vor einer Operation nötigen Prozedere zur Reinigung und Desinfektion, welches mit einem gründlichen Schrubben der Hände verbunden ist. Der gesamte Vorgang wird daher mit to scrub in oder to scrub up (for surgery) beschrieben.
In vielen Krankenhäusern werden scrubs auch von anderen Teilen des Personals getragen. Die Kombinationen aus einem dünnen, kurzärmeligen Oberteil (Kasak) und gleichfarbigen Hosen sind in der Serie rot, rosa oder violett für Gesundheits- und Krankenpfleger, grün für Chirurgen und blau für Internisten. Dabei handelt es sich um die in Krankenhäusern typische sogenannte Bereichskleidung.
Gleichzeitig bedeutet scrub in der Umgangssprache des amerikanischen Englisch so viel wie „Anfänger“, aber auch „Versager“, vor allem in sexuellem Kontext. Zudem kann das Verb to scrub mit „wegschmeißen“, „abblasen“ oder „sausen lassen“ übersetzt werden.

## Besetzung
| Figur                    | Darsteller          | Deutscher Sprecher                                     |
| ------------------------ | ------------------- | ------------------------------------------------------ |
| Dr. „J. D.“              | Zach Braff          | Kim Hasper                                             |
| Dr. Elliot Reid          | Sarah Chalke        | Ranja Bonalana                                         |
| Dr. Turk                 | Donald Faison       | Sebastian Schulz                                       |
| Carla Espinosa           | Judy Reyes          | Tanja Geke                                             |
| Dr. „Perry“ Cox          | John C. McGinley    | Bernd Vollbrecht                                       |
| Dr. „Bob“ Kelso          | Ken Jenkins         | Friedrich Georg Beckhaus                               |
| Hausmeister              | Neil Flynn          | Thomas Nero Wolff                                      |
| Jordan Sullivan          | Christa Miller      | Andrea Kathrin Loewig                                  |
| Dr. Kim Briggs           | Elizabeth Banks     | Melanie Hinze                                          |
| „Ted“ Buckland           | Sam Lloyd           | Hans Hohlbein                                          |
| Dr. Todd Quinlan         | Robert Maschio      | Björn Schalla                                          |
| Dr. Doug Murphy          | Johnny Kastl        | Bernhard Völger                                        |
| Dr. Denise Mahoney       | Eliza Coupe         | Eva Michaelis                                          |
| Schwester Roberts        | Aloma Wright        | Regina Lemnitz                                         |
| Dr. Wen                  | Charles Chun        | Viktor Neumann                                         |
| Dr. Keith Dudemeister    | Travis Schuldt      | Tommy Morgenstern                                      |
| Lonnie                   | Michael Hobert      | Timm Neu Marius Clarén (ab St. 5)                      |
| Ed                       | Aziz Ansari         | Dirk Petrick                                           |
| „Colonel Doktor“ Slawski | Bob Bencomo         | Peter Groeger                                          |
| Lloyd Slawski            | Mike Schwartz       | Michael Bauer Gerald Schaale Sebastian Christoph Jacob |
| Dr. „Bartfratze“         | Geoff Stevenson     | Frank Ciazynski Gerd Holtenau Thomas Kästner           |
| Dr. Matthews             | Jay Kenneth Johnson | Karlo Hackenberger                                     |
| Dr. Paul Zeltzer         | Bob Clendenin       | Stefan Staudinger                                      |
| Dr. Sunny Dey            | Sonal Shah          | Magdalena Turba                                        |
| „Lady“ Williams          | Kit Pongetti        | Christin Marquitan                                     |

### Hauptfiguren
Dr. John Michael „J. D.“ DorianHauptfigur und Erzähler in einer Person, ist ein junger, talentierter, aber auch leicht tollpatschiger und infantiler Internist aus Ohio, dessen Gedanken und Tagträume dem Zuschauer fast nie verborgen bleiben. Während seiner Zeit am Sacred Heart hat er verschiedene Beziehungen und wird nach seiner Ausbildung als Arzt übernommen. Zusammen mit Kim Briggs bekommt er in der siebten Staffel einen Sohn, woraufhin er sich am Ende der achten Staffel dazu entschließt, einen neuen Job an einem anderen Krankenhaus anzunehmen, um näher bei seinem Sohn sein zu können. Daher verlässt er zum Ende der achten Staffel das Sacred Heart. Zuvor war er erneut mit seiner großen Liebe Elliot Reid zusammengekommen und in eine gemeinsame Wohnung gezogen.
Dr. Elliot ReidJ. D.s ehrgeizige Kollegin aus Connecticut, praktiziert ebenfalls innere Medizin, tritt bevorzugt in jedes Fettnäpfchen, das sich ihr bietet, und hat fast im Jahrestakt Gefühlswallungen für J. D. Ab der sechsten Staffel arbeitet sie als Belegärztin einer Privatpraxis innerhalb des Krankenhauses. Im Verlauf der Serie entwickelt sich zwischen ihr und Carla eine feste Freundschaft. Zu Beginn der achten Staffel kommt sie erneut mit J. D. zusammen und zieht zum Ende der Staffel zu ihm in seine neue Wohnung.
Dr. Christopher Duncan Turkauch von seinen Freunden (und seiner Ehefrau nach Übernahme seines Nachnamens) meist nur mit dem Nachnamen angesprochen, während Dr. Kelso ihn Turkleton nennt. Er ist ein begabter, selbstbewusster Chirurg und J. D.s bester Freund seit College-Tagen. Wegen seines Diabetes vermeidet er ab der vierten Staffel Süßes. Er ist mit der Krankenschwester Carla Espinosa liiert und ab der letzten Folge der dritten Staffel mit ihr verheiratet sowie ab der sechsten Staffel Vater. Gegen Ende der achten Staffel (8.16) wird er zum Chef der Chirurgie befördert.
Carla EspinosaKrankenschwester; emotionaler Rückhalt der männlichen Hauptdarsteller, stets beratend und beeinflussend, Turks feste Freundin seit den ersten Folgen (später seine Frau), teilt lieber aus, als dass sie einsteckt. Sie hat mit Turk seit der sechsten Staffel eine Tochter namens Isabella. Sie ist Dominikanerin und stolz auf ihre Herkunft. Zu Beginn der achten Staffel wird Carla erneut schwanger.
Dr. Percival Ulysses „Perry“ Coxerfahrener und verdienter Stationsarzt (ab Staffel 3, Folge „Mein Stolz“ bzw. „Mein großer Fehler“ Oberarzt; ab Staffel 8, Folge 6 Chefarzt), der gerne ausgefeilte Monologe hält, ist J. D.s direkter Vorgesetzter und Mentor mit einer harten Schale und einem weichen Kern. Cox wirkt zwar meist äußerst verbittert und sarkastisch, zuweilen gar narzisstisch oder zynisch, dennoch ist er trotz allem ein äußerst fähiger und couragierter Arzt und somit Mentor und Vorbild für J. D. Bei guter Laune nennt er J. D. „Flachzange“ (Newbie im Original), im Regelfall gibt er ihm jedoch diverse Mädchennamen. Elliot wird von ihm Barbie, Turk Gandhi genannt. Er ist ein großer Sportfan und Anhänger der NHL-Mannschaft Detroit Red Wings, deren Spieltrikot er in seiner Freizeit gerne trägt. Außerdem hat er ein unklares Verhältnis zum Alkohol und wird in manchen Folgen als Mann mit Alkoholproblemen dargestellt. Zusätzlich hat er eine Abneigung gegen Chirurgen, Psychiater und Dermatologen, die er nicht als echte Ärzte ernst nimmt. Hinzu kommt auch noch eine nicht näher erklärte Abneigung Hugh Jackman gegenüber. Er hat ab der dritten Staffel mit seiner Ex-Frau Jordan einen Sohn, Jack, und ab der sechsten eine Tochter, die, auf J. D.s Wunsch hin, Jennifer Dylan genannt wird, da dieser Name ebenfalls die Initialen J. D. ergibt. Am Ende der siebten Staffel, nachdem Dr. Kelso gekündigt hat, ernennt der Vorstand Cox vorläufig zum neuen Chefarzt. In der sechsten Folge der achten Staffel tritt er die Stelle als Chefarzt an und freundet sich nach langer Feindschaft gegenüber Bob Kelso mit diesem an.
Dr. Robert „Bob“ Kelsoder gefürchtete Chefarzt des Sacred Heart, wird als eine Person vorgestellt, die stets zuerst ans Krankenhaus und an sich denkt. Er hat mehrere feste Angewohnheiten, wie an bestimmten Tageszeiten an bestimmten Orten zu verweilen oder bestimmte Tagesabläufe zu pflegen, welche er in einigen Folgen andeutet. Darüber hinaus hat er eine Vorliebe für ostasiatische Frauen. Außerdem spricht er oft abfällig über seinen homosexuellen Sohn Harrison und dessen extravagantes Leben sowie über seine stark übergewichtige Ehefrau Enid, die jedoch beide nie in der Serie in Erscheinung treten. In der siebten Staffel wird auf einer Überraschungsfeier sein tatsächliches Alter, nämlich 65 Jahre, bekannt. Der Vorstand des Sacred Heart Hospitals will daraufhin die Pensionierung Kelsos durchsetzen. In Folge 9 der siebten Staffel verlässt Kelso schließlich freiwillig das Sacred Heart, obwohl von der Belegschaft für sein Bleiben gekämpft wurde. Trotzdem ist Dr. Kelso während der achten Staffel täglich im Krankenhaus, nachdem er bei einem Wettbewerb lebenslang kostenlose Muffins dort gewonnen hat. Erst in der letzten Folge dieser Staffel verlässt er das Sacred Heart endgültig, um wieder als Arzt zu arbeiten.
Der Hausmeistermacht J. D. tagtäglich das Leben schwer, seit dieser mit seiner Vermutung Recht behielt, dass eine automatische Schiebetür am Eingang des Krankenhauses aufgrund einer verklemmten Münze defekt sein könnte, was, wie der Hausmeister ihm vorhält, nur der Verursacher gewusst haben kann. In Folge 24 der ersten Staffel steckt der Hausmeister selbst einen Penny in die Tür, um unsichere Neulinge einzuschüchtern. Im Serienfinale gesteht J. D. dem Hausmeister, er habe damals aus Versehen einen Penny in die Tür fallen lassen. Der Hausmeister erscheint äußerst intelligent und gebildet, zuweilen auch in gewisser Hinsicht verrückt und menschenverachtend. Im Laufe der Serie behauptet er verschiedenste Details über seinen Hintergrund, etwa an der Harvard University studiert zu haben. Als sicher gilt nur, dass er Schauspieler und in jungen Jahren Hürdenläufer war. In der dritten Staffel (3.08: Meine Kollegin) findet J. D. heraus, dass der Hausmeister in Auf der Flucht mitgespielt hat. Tatsächlich hat Neil Flynn, der den Hausmeister spielt, in diesem Spielfilm einen Polizisten dargestellt. In der ersten Folge der achten Staffel wird bekannt gegeben, dass auf dem Namensschild des Hausmeisters „Hausmeister“ (original „Janitor“) steht. In der Finalfolge der achten Staffel sagt der Hausmeister zu J. D., er hieße Glenn Matthews, wobei ein vorbeigehender Krankenhausangestellter ihn jedoch Tommy nennt. Ein gewisser Zweifel an seinem Namen bleibt also für den Zuschauer der TV-Fassung. In einem Interview mit Neil Flynn im Bonusmaterial der DVD der achten Staffel bestätigt er aber, dass er sich gemeinsam mit dem Produzenten Bill Lawrence dazu entschlossen hat, J. D. die Wahrheit zu sagen, und bestätigt somit den Namen „Glenn Matthews“.

### Nebenfiguren
Jordan SullivanAufsichtsrätin des Krankenhauses, ist eine der wenigen, die ihrem Ex-Ehemann Dr. Cox die Stirn bieten können. Als Jordan in Staffel 2 hochschwanger ist, kommen die beiden wieder zusammen. Jordan zieht dann auch bei Dr. Cox ein und sie ziehen gemeinsam ihren Sohn Jack auf. In Folge 24 der 5. Staffel stellen die beiden entsetzt fest, dass Jordan wieder schwanger ist. Dies hat den Grund, dass sie und Dr. Cox ungeschützten Sex hatten, weil er sich einer Vasektomie unterzogen hat, die aber, wie sie erst dann merkten, fehlgeschlagen ist. Das Baby wird in Folge 8 der 6. Staffel von Turk und Kollegen erfolgreich pränatal operiert, da es an obstruktiver Uropathie leidet.
Dr. Kim Briggsist ab Folge 23 der 5. Staffel J. D.s Freundin. In Folge 24 derselben Staffel kommt heraus, dass sie ein Kind von ihm erwartet, und später (Folge 2 der 6. Staffel) entscheiden sie sich, das Kind zu bekommen. In der vierten Folge der sechsten Staffel zieht sie nach Tacoma (Washington), weil sie dort einen neuen Job angenommen hat, und in Folge 8 der 6. Staffel trennen J. D. und Kim sich, weil sie ihn anlügt, dass sie eine Fehlgeburt gehabt habe, obwohl das Baby gesund ist, und sich beide entscheiden, dass sie keine Fernbeziehung wollen. Sie kommen jedoch in Folge 6.21 wieder zusammen, als J. D. und Turk sie auf einem Medizinerkongress sehen und Kim ihm erklärt, dass sie ihn nur aus Panik angelogen hatte und dass sie das Baby doch mit ihm aufziehen möchte. In Folge 2 der 7. Staffel wird J. D. vor der Geburt ihres gemeinsamen Sohnes klar, dass er nichts für sie empfindet und nur wegen des Babys mit ihr zusammen ist. Sie trennen sich daraufhin erneut.
Theodore „Ted“ Bucklandein suizidgefährdeter und frustrierter Rechtsanwalt ohne Selbstbewusstsein, der sich sehr häufig – vor allem von Dr. Kelso – herumschubsen lässt und sich mit seiner Mutter eine Wohnung teilt. Er leidet seit seinem 13. Lebensjahr unter Haarausfall, außerdem hat seine Frau ihn verlassen und ist jetzt mit seinem Bruder zusammen. Er ist begnadeter Musiker und spielt und singt in einer Band („The Worthless Peons“; wörtl. „Die wertlosen Arbeitssklaven“; in der deutschen Synchronisation „Die erbärmlichen Versager“), die hauptsächlich a cappella im Krankenhausaufzug auftritt und dort Werbejingles und die Titelmelodien von Trickfilmserien zum Besten gibt. Auf Turks und Carlas Hochzeit zeigt sich aber, dass sie auch hervorragend mit Instrumenten spielen können. Ted schaffte sein Jurastudium nur, weil er die Prüfung in Alaska machen konnte. Im Verlauf der achten Staffel kommt er mit Stephanie Gooch (Kate Micucci) zusammen, welche auf der Pädiatrie Kinder unterhält.
Dr. Todd „Der Todd“ Quinlan (orig. Dr. Todd „The Todd“ Quinlan)Turks prolliger und stets ärmelloser Chirurgiekollege, ist nie um ein High-Five oder einen anzüglichen Spruch verlegen. Oft werden Anspielungen auf eine mögliche Homosexualität Todds eingebaut, der neben seinen obszönen Scherzen gegenüber Frauen auch zweideutige Aussagen trifft („Todd [Todd spricht von sich selbst oft in der dritten Person] weiß eben, was geil ist – ungeachtet des Geschlechts“). Außerdem trägt er gerne sehr knappe und knallbunte Männerslips (Banana Hammock, zu Deutsch: Bananen-Hängematte). In der Folge 20 der 5. Staffel untersuchen Carla und Elliot Todds mögliche Homosexualität, da sie hinter seinem machistischen Verhalten eine Kompensation seiner Orientierung vermuten und hoffen, dass er es nach einem Outing einstellen wird; allerdings überträgt er seine Verhaltensmuster danach auch auf Männer. In dieser Folge wird angedeutet, dass er möglicherweise bisexuell ist; auf die Frage, was er denn nun sei, antwortet er lediglich: „Ich bin der Todd!“. Im Verlauf der achten Staffel erfährt man, dass Todd eine offene sexuelle Beziehung mit einem Ärzte-Paar aus dem Krankenhaus hat.
Dr. Doug Murphy(englischer Spitzname: Nervous Guy, deutsch: „Nervenbündel“; später Peepants („Hosenpisser“ – meist von Dr. Cox verwendet)) sitzt im gleichen Boot wie Elliot und J. D. Aufgrund der hohen Anzahl von Todesfällen unter seinen Patienten ist er äußerst verunsichert. Selbstvertrauen bekommt er erst, als er durch Zufall seine Stärke als Pathologe beweisen kann, doch auch dort entwickelt Doug neue Schwierigkeiten: Er verlegt „seine“ Leichen gerne (vergisst sie z. B. am Kaffeeautomaten) oder muss sich mit der bereits eingesetzten Leichenstarre abmühen. Außerdem geht er nicht besonders pietätvoll mit den Toten um, so lässt er sich zum Beispiel seine Cola von den Leichen kühlhalten, oder er setzt sie im Kreis zum Kartenspielen zusammen.
Dr. Denise Mahoneyist ab der 8. Staffel als Anfängerin im Sacred Heart tätig. Sie bekommt von J. D. den Spitznamen „Christina“ (im Original „Jo“). Sie tritt meist gefühllos und unsensibel auf. Besonders im Umgang mit Patienten führt ihr raues Verhalten oft zu Irritationen. J. D. versucht, sie zu mehr Sensibilität im Berufsleben zu bewegen, was ihm teilweise gelingt. Ihr Auftritt ist sehr selbstsicher, und sie bezeichnet sich selbst als „starke Frau“. Sie hat eine sexuelle Vorliebe für dicke Männer, weil diese sich ihrer Meinung nach beim Sex mehr Mühe geben.
Schwester Laverne Robertsfreut sich auf ihre Seifenopern, sobald der Klatsch und Tratsch des Krankenhauses nicht genügend Abwechslung bietet. Sie erfüllt das stereotype, in amerikanischen Filmen und Serien oft vorkommende Bild der afroamerikanischen, übergewichtigen und bärbeißigen, aber zugleich auch mütterlichen und gutherzigen Empfangsschwester. Sie stirbt in Episode 15 der 6. Staffel infolge eines Autounfalles. Allerdings tritt Aloma Wright in einigen Folgen der 7. Staffel als Schwester Shirley auf, die nur für J. D. das Aussehen von Schwester Roberts hat und von ihm „Laverne-a-vù“ genannt wird (in Anspielung auf Déjà-vu).
Dr. Wenist Turks Oberarzt und Mentor, bis dieser in der 5. Staffel in die pädiatrische Chirurgie versetzt wird. Wen ist ein ruhiger, ausgeglichener Asiate, der seine jungen Kollegen bestens im Griff hat und nie laut wird.
Dr. Keith Dudemeisterbeginnt in der 5. Staffel im Sacred Heart als Assistenzarzt und wird Elliots Geliebter und später ihr Verlobter. Zu Beginn der 7. Staffel trennt sich Elliot jedoch unmittelbar vor der Hochzeit von ihm, da ihr bewusst wird, dass sie ihn nicht aufrichtig liebt.
Lonnieist ein Assistenzarzt von J. D. ab der 3. Staffel. Von J. D. wird er immer benachteiligt und auf die Schippe genommen.
Edkommt zu Beginn der achten Staffel als Anfänger ans Sacred Heart. Dort fällt er schnell durch seine Überheblichkeit auf, indem er während der Visite Hörbücher hört oder mit seinem Handy SMS schreibt. Es wird bekannt, dass er früher als DJ gearbeitet hat und daher den Hang dazu hat, das Scratchen von Platten verbal nachzustellen, was besonders bei Dr. Cox zu Wutanfällen führt. In Folge 8 der 8. Staffel wird er von Dr. Cox, der nun Chefarzt ist, gefeuert, da er, statt etwas über die Krankheit eines Patienten zu lernen, mit seinen Freunden an einem Quizautomaten gespielt hat.
Dr. Coleman „Colonel Doktor“ Slawskiist ein Arzt, dessen Name die Protagonisten ständig vergessen und der daher seinen Spitznamen in Anlehnung an seine äußere Ähnlichkeit mit dem Kentucky-Fried-Chicken-Gründer Colonel Harland Sanders erhielt. In Folge 9 der Staffel 6 erfährt J. D., dass Colonel Doktor der Vater des Krankenwagenfahrers Lloyd ist. Der Name Coleman Slawski enthält auch das Wort Coleslaw, „Krautsalat“, eine Speise, die bei KFC als Beilage erhältlich ist.
Lloyd Slawskider Krankenwagenfahrer (vorher Lieferwagenfahrer), hört Metal (meistens Songs von Devildriver), spielt Luftschlagzeug und hat wiederkehrende Drogenprobleme. Sein Darsteller war außerdem Dramaturg und Produzent einiger Folgen.
Dr. Seymour „Bartfratze“ Bartfracé (orig. Dr. Seymour „Beardface“ Beardfacé)ist ein Arzt, dessen Namen die Protagonisten aufgrund des buschigen Barts meistens absichtlich falsch aussprechen.
Dr. Matthewsist der Gynäkologe des Krankenhauses.
Dr. Paul Zeltzerist der Onkologe des Krankenhauses.
Dr. Sunny Deyist ab der 8. Staffel, Folge 8 als Anfängerin im Krankenhaus.
Ladinia „Lady“ Williamswird in der 7. Staffel die Freundin des Hausmeisters, in der 8. Staffel heiraten sie. Die Darstellerin war bereits in der Episode My Philosophy der 2. Staffel als Dr. Mitchell zu sehen.

### Gastauftritte

#### Liebschaften
- Elizabeth Bogush ist als Sozialarbeiterin Alex Hanson J. D.s „Liebe ohne ersten Blick“ in den Folgen 1.12 bis 1.14.
- Scott Foley ist in den Folgen 1.20, 1.21 und der gesamten dritten Staffel als Delfintrainer Sean Kelly zu sehen, dem Elliot kaum widerstehen kann. In der achten Staffel tritt er als Kims neuer Lebenspartner wieder in Erscheinung.
- Heather Locklear verdreht in den Folgen 2.07 und 2.08 als Pharmavertreterin Julie Keaton der männlichen Belegschaft – selbst Dr. Cox – den Kopf.
- Rick Schroder ist Krankenpfleger Paul Flowers in den Folgen 2.15 bis 2.19, der in seiner Beziehung mit Elliot definitiv „die Schürze um“ hat.
- Amy Smart spielt die „scharfe Komabraut“ Jamie Moyer in den Folgen 2.18, 2.20 und 2.21, die J. D. schlaflose Nächte bereitet.
- Heather Graham spielt während der ersten acht Folgen der vierten Staffel und in 4.19 die Psychiaterin Dr. Molly Clock, die die Gefühlswelt ihrer Mitmenschen näher ausleuchtet.
- Tara Reid spielt Jordans jüngere Schwester Danni Sullivan, die J. D. anfangs hilft, über seine Ex-Freundin hinwegzukommen. Dies geschieht in den Folgen 3.06 bis 3.11, 3.14, 3.19 bis 3.22, 4.16.
- Julianna Margulies prozessiert als Kunstfehler-Anwältin Neena Broderick gegen Turk in den Folgen 4.09 und 4.10, während sie eine dominante Beziehung mit J. D. führt.
- Josh Randall ist der altruistische wie introvertierte Jake und die Liebe auf den ersten Blick für Elliot in den Folgen 4.23 bis 4.25 und 5.03.
- Mandy Moore, bis 2006 Freundin des Hauptdarstellers Zach Braff, hat einen Gastauftritt in den Folgen 5.09 und 5.10 als J. D.s Freundin Julie Quinn.
- Chrystee Pharris verdreht in den Folgen 4.15 bis 4.19 als Barkeeperin bzw. Politikwissenschaftsstudentin Kylie J. D. den Kopf.
- Kate Micucci unterhält als Stephanie Gooch die Kinder auf der Pädiatrie mit ihrer Ukulele und wird in Folge 8.08 Teds Freundin. Sie ist zusätzlich noch in den Folgen 8.9 und 8.17 zu sehen.

#### Freunde und Verwandte
- John Ritter spielte als eine seiner letzten Rollen vor seinem Tod im Jahre 2003 J. D.s Vater in den Folgen 1.19 und 2.09. Die Folge 4.06 wurde ihm gewidmet. Die Handlung dieser Episode rankt sich thematisch um den Tod von J. D.s Vater. Im Nachspann ist zudem zu lesen: „For Our Friend John Ritter“.
- Tom Cavanagh spielt J. D.s älteren Bruder Dan Dorian, der in den Folgen 2.06, 3.05, 4.06, 4.07, 5.18 und 7.03 für Wirbel sorgt.
- Brendan Fraser ist Jordans Bruder Ben und trotz der Scheidung Dr. Cox’ bester Freund, der in den Folgen 1.22, 1.23 und 3.14 ärztlichen wie auch familiären Beistand dringend benötigt. Sein Tod in der dritten Staffel trifft seine Schwester Jordan und Dr. Cox sehr.
- Hattie Winston spielt in den Folgen 1.19 und 3.22 Turks Mutter.
- Freddy Rodríguez spielt in den Folgen 3.06, 3.21 und 3.22 Carlas Bruder Marco, der anfänglich auf Kriegsfuß mit der englischen Sprache und mit seinem künftigen Schwager Turk steht.
- Jay Mohr ist in der Episode „Mein Coach“ (2.17) Cox’ Feind und früherer Schützling Dr. Pete Fisher.
- Ryan Reynolds spielt in der Folge 2.22 J. D.s und Turks alten Collegekumpel Spence, der Dr. Cox über seine Vaterschaft aufklärt.
- Billy Dee Williams spielt in der Folge 5.10 Julie Quinns Patenonkel.
- R. Lee Ermey spielt in der Folge 1.19 den Vater des namenlosen Hausmeisters.
- Keri Russell spielt in den Folgen 6.18 und 6.19 Melody O’Harra, eine alte Collegefreundin von Elliot.
- Cheryl Hines spielt in der Folge 5.05 „Mein neuer Gott“ Dr. Cox’ religiöse Schwester Paige.
- Lane Davies spielt in den Folgen 1.19 und 2.08 Elliots Vater Simon Reid.
- Markie Post spielt in den Folgen 1.19, 3.09 und 5.19 Elliots Mutter Lily Reid.
- D. L. Hughley spielt in der Folge 2.14 Turks Bruder Kevin.

#### Patienten und Angehörige
- Nicole Sullivan versetzt in den Folgen 1.10, 1.22, 3.07 und 5.20 als Jill Tracy die versammelte Ärzteschaft in Aufregung. In Folge 6.15 erscheint sie Dr. Cox als Geist.
- Richard Kind gibt den Hypochonder Harvey Corman in den Folgen 2.12, 3.20, 4.09 und 4.10.
- Jon Polito spielt in Folge 4.10 den sexistischen Mr. Summers, der als Mitglied des Aufsichtsrates von Elliot behandelt wird.
- Matthew Perry spielt in der Folge 4.11 den Adoptivsohn eines Patienten, der eine Nierenspende braucht. Als J. D. ihn auf dem Flugplatz, auf dem er arbeitet, aufsucht, schaut er gerade die Serie Wings und fragt sich, wieso nicht stattdessen Friends wiederholt wird. Perry selbst spielte in Friends eine der Hauptrollen.
- Michael Learned spielt in mehreren Folgen der 5. Staffel Mrs. Patricia Wilk, eine Langzeitpatientin, die trotz guter Genesung durch eine Unachtsamkeit stirbt.
- Jason Bateman spielt in der Folge 5.08 den Patienten Mr. Sutton.
- Peter Jacobson spielt in der Folge 5.08 den Patienten Mr. Foster.
- Michael Weston spielt in den Folgen 6.07, 6.09, 6.10 und 6.12 den Patienten Private Brian Dancer, der im Irak-Krieg verletzt wurde.
- Tim DeKay spielt in Folge 8.11 den besorgten Vater eines querschnittsgelähmten Patienten.

#### Krankenhauspersonal
- Kelli Williams ist in der Rolle der Medizinstudentin Kristen in den Folgen 1.17 und 1.18 genau Dr. Cox’ Typ.
- Frank Encarnacao spielt ab der 3. Staffel Dr. Walter Mickhead, einen Chirurgen, der u. a. in der 5. Staffel verdächtigt wird, seine Frau ermordet zu haben.
- DJ Qualls spielt in Folge 1.17 ebenfalls einen Medizinstudenten namens Josh, dieser ist J. D. zugeteilt.
- Sean Hayes spielt in Folge 1.07 den jungen Assistenzarzt Nick Murdoch, hängt den Beruf aber am Ende der Folge an den Nagel.
- Sarah Lancaster ist „das Kioskmädchen“ Lisa, das sich in Folge 2.10, 2.12 und 5.23 große Hoffnungen macht, den Fluch des Krankenhauses von J. D. abwenden zu können.
- Michael J. Fox verkörpert in den Folgen 3.12 und 3.13 den gastierenden Arzt „Superdoc“ Kevin Casey, der seinen Zwangsneurosen mehr als nur das Beste abgewinnt und so gut wie allen Mitarbeitern im Krankenhaus aus deren spezifischen Lebenskrisen hilft.
- Bellamy Young weist als Chirurgin Dr. Miller in den Folgen 3.15, 3.18, 3.19, 3.20 und 3.22 Turk wiederholt in seine Schranken.
- Dick Van Dyke ist in der Episode „Mein modernes Wissen“ (2.14) als Dr. Townshend zu sehen.
- Clay Aiken, Zweitplatzierter der zweiten „American Idol“-Staffel, spielt in Folge 4.17 den Küchenjungen Kenny. Aiken singt in dieser Folge, die zur Hälfte in Sitcom-Form spielt, einen Song, mit dem er danach einen kuriosen Wettbewerb gewinnt.
- Paul Adelstein spielt in 5.21 den sensiblen orthopädischen Chirurgen Dr. Stone, der oft durch sein besonderes Mitgefühl auffällt.
- Masi Oka spielt den Laboranten Franklyn.
- Phill Lewis ist als der verrückte orthopädische Chirurg Hooch vier Folgen lang zu sehen.
- Courteney Cox wird am Beginn der achten Staffel für einen Zeitraum von drei Folgen die neue Chefärztin des Sacred Heart Hospitals (Dr. Taylor Maddox).
- Martin Klebba spielt den kleinwüchsigen Hausmeistergehilfen Randall Winston.

#### Sonstige
- Colin Hay, Sänger und Gründungsmitglied der australischen Band Men at Work, hat einen Gastauftritt mit Gitarre in der Folge 2.01 mit dem Lied Overkill. Ein zweites Mal tritt er in Folge 7.02 auf, wo er den Men-at-Work-Hit Down Under ansingt, nachdem er in einem von J. D.s Tagträumen als sein Sohn geboren wird. Einen dritten Kurzauftritt hat er in der letzten Folge der achten Staffel.
- Eric Bogosian spielt in Episode 2.15 den deutlich mit ihm überforderten Psychologen Dr. Gross von Perry Cox.
- Gary Busey hat einen Auftritt in Episode 5.06. Nachdem Elliot behauptet, sie würde auf ihrem Führerscheinfoto wie Gary Busey aussehen, taucht er im Hintergrund als Arzt auf und sagt, dasselbe würde von ihm behauptet.
- Kareem Abdul-Jabbar spielt sich selbst in der Folge 5.12.
- Die Blue Man Group ist in der Folge 6.01 bei ihrer Show in Las Vegas zu sehen.
- David Copperfield (2.09), Jay Leno (2.17) und Common haben je einen Cameo-Auftritt.
- Big Bank Hank, Wonder Mike und Master Gee als Sugarhill Gang haben einen kurzen Auftritt u. a. als Wecker-Band in der Folge 4.01.
- Billy Dee Williams spielt sich selbst in der Folge 5.10 und ist der Patenonkel von J. D.s damaliger Freundin.
- Colin Farrell ist in Folge 4.14 als irischer Kneipenschläger Billy Callahan und Frauenheld von Carla und Elliot zu sehen.
- George Takei spielt in Folge 3.22 einen Pfarrer, „der aussieht wie Mr. Sulu“ – der Steuermann des Raumschiffs Enterprise aus der gleichnamigen Serie.
- Erik Estrada hat in Folge 3.07 einen Gastauftritt, bei dem er sich selbst spielt.
- Die Band The Polyphonic Spree hat in Folge 3.19 einen Gastauftritt. Da einer der Bandmitglieder im Krankenhaus liegt und nicht mit ihnen auf die Tournee gehen kann, hat Dr. Cox die Band eingeladen.

Bemerkungen:
- Zum Ende der letzten Folge der achten Staffel haben etliche der hier aufgeführten Gaststars noch einmal einen kurzen Auftritt.
- Bis zum Ende der vierten Staffel hatten sieben Schauspieler aus der Serie Chaos City, Bill Lawrence’ früherer Kreation, einen Gastauftritt in Scrubs – dies waren Michael J. Fox, Barry Bostwick, Alan Ruck, Michael Boatman, Richard Kind, Alexander Chaplin und Heather Locklear.
- Auch in Lawrences Nachfolgeserie Cougar Town treten wiederum einige Darsteller aus Scrubs auf. Sam Lloyd spielt seine Rolle als Ted Buckland und erzählt auch ein wenig von seinem Leben nach Ende der Serie. Kleinere Auftritte haben Zach Braff, Robert Maschio und Shaughn Buchholz. Ken Jenkins hatte zwei Auftritte als Vater der Hauptfigur Jules Cobb, Bob Clendenin hat wie Nicole Sullivan und Barry Bostwick eine wiederkehrende Rolle. Auch Sarah Chalke, Michael McDonald und Katie O’Rourke (die Kaffee-Schwester) spielen in mehreren Teilen der Serie. Scott Foley ist in beiden Serien zeitweise der Freund der Hauptdarstellerin. Lawrences Ehefrau Christa Miller spielt eine der Hauptrollen, die in Teilen Ähnlichkeiten mit ihrer Scrubs-Rolle aufweist. Auch Hauptdarstellerin Courteney Cox hatte eine über drei Folgen gehende Rolle bei Scrubs. Josh Halloway und Rachel Rovner, die bei Scrubs zum Produktionsstab gehörten, haben bei Cougar Town Gastrollen.

## Besonderheiten
Eine Besonderheit der Serie ist, dass jede Folge der ersten acht Staffeln aus J. D.s Sicht geschildert wird, also aus einer subjektiven Erzählperspektive. Um diesen Charakter der Serie zu unterstreichen, beginnen nahezu alle Episodentitel im Englischen mit „My“ und im Deutschen mit „Mein(e)“. Einzige Ausnahmen bilden die Folgen, in denen andere Figuren das Wort bekommen, um die Zuschauer an ihren Gedanken und Träumen teilhaben zu lassen:
| #    | Titel                          | Originaltitel  | Erzähler            |
| ---- | ------------------------------ | -------------- | ------------------- |
| 2.15 | Seine Geschichte               | His Story      | Dr. Cox             |
| 3.18 | Mein Freund Turk               | His Story II   | Turk                |
| 4.05 | Ihre Geschichte                | Her Story      | Elliot              |
| 5.10 | Meine Therapie                 | Her Story II   | Carla               |
| 5.19 | Mein Freund, der Hausmeister   | His Story III  | Hausmeister         |
| 6.07 | Meine streitsüchtigen Kollegen | His Story IV   | Dr. Kelso           |
| 6.17 | Meine Nebendarsteller          | Their Story    | Jordan/Ted/Todd     |
| 8.12 | Meine Beliebtheit              | Their Story II | Neue Assistenzärzte |

In Staffel 7 wurden einige Folgen vertauscht, um auf NBC einen besseren Abschluss zu finden. Die bei den Dreharbeiten vorgesehene Reihenfolge war: 1; 2; 3; 4; 5; 6; 7; 8; 11; 9; 10. Diese entspricht auch der Ausstrahlungsreihenfolge auf ProSieben, Mein Märchen (US-Episode 7.11) wurde am 29. Oktober 2008 ausgestrahlt, Meine Duseldiagnose (US-Episode 7.09) am 5. November 2008 und Mein neuer Chef (US-Episode 7.10) am 12. November 2008.

## Verschiedenes
- Das Röntgenbild im Intro hängt abgesehen von ein paar Folgen der zweiten Staffel immer verkehrt herum. In der 23. Folge der 5. Staffel (Mein neuer Schwarm) wird in einem geänderten Intro durch eine Nebenfigur (Kim Briggs) humorvoll darauf hingewiesen, indem sie es richtig herum aufhängt.
- Die Webseiten TheToddTime.com und RateYourDoc.org (angesprochen in Folge 9 der 6. Staffel und in Folge 6 der 7. Staffel), angelegt vom US-Sender NBC für die Fans der Serie, existierten eine Zeit lang auch in Wirklichkeit, sind beide aber mittlerweile offline.
- In Folge „5.20: Mein Mittagessen mit Cox“ versterben drei Patienten, nachdem die Tollwut von einer Organspenderin (Jill Tracy) auf die drei Empfänger übertragen worden war. Dieser Fall trug sich 2004 tatsächlich in den USA zu, als infizierte Organe in mehrere Krankenhäuser im ganzen Land gelangten und implantiert wurden.
- In Folge „6.06: Mein Musical“ sieht man Judy Reyes, alias Carla Espinosa, fast nur sitzend. Grund dafür ist, dass sich Judy Reyes kurz vor den Dreharbeiten das Becken gebrochen hatte. Die Tanzszene während des Lieds „For the Last Time I’m Dominican“ musste deshalb sechs Wochen später aufgenommen werden.
- Das Sacred Heart Hospital wurde nach der Schule von Christa Miller, Ehefrau von Bill Lawrence, benannt.
- Teds Band gibt es wirklich. Sie nennt sich im wahren Leben „The Blanks“ und tritt auch regelmäßig auf. Außerdem veröffentlichten die Blanks 2004 ihr erstes Album namens „Riding the Wave“.
- Zach Braff („J. D.“) und Donald Faison (Chris Turk) sind auch im wirklichen Leben beste Freunde und haben während der Dreharbeiten für die erste Staffel zusammen gewohnt.
- Das Bild, das Ted in seinem Büro stehen hat, ist auch in Wirklichkeit das seiner Mutter.
- Produzent Bill Lawrence hat in den Folgen „8.15: Mein Bahamas, Teil 2“ und „8.19: Mein Finale, Teil 2“ einen Gastauftritt als Standesbeamter bzw. Hausmeister. Außerdem ist er am Ende der Episoden „5.06: Mein falscher Rückschluss“ und „6.02: Mein Baby und sein Baby“ als Statist zu sehen. Außerdem ist er am Anfang von „7.04: Meine Eselsbrücken“ bei einer La-Ola-Welle zu sehen.
- In Folge 1 der 7. Staffel verleiht Dr. Cox den „Sacred Heart Wen interessiert’s Preis“ an J. D., woraufhin dieser antwortet: „Das ist meine Revanche, Tony Shalhoub“. Tony Shalhoub gewann 2005 den Emmy als „Bester Hauptdarsteller in einer Comedyserie“, für den auch Zach Braff nominiert war. Im Abspann der Folge 1 der 8. Staffel spielt J. D. erneut auf den „preiseabräumenden Shalhoub“ an.
- In fast jeder Folge wird über die Lautsprecher „Schwester Lori Nelson“ ausgerufen, welche aber in keiner Folge zu sehen ist.
- Neil Flynn hatte ursprünglich für die Rolle des „Dr. Cox“ vorgesprochen.
- Für den in Folge 7 der 2. Staffel gezeigten Tandembungeesprung wurden Elliot und J. D. von einer Stuntfrau und einem Stuntman gedoubelt. Diese trafen sich für diese Szene am Set zum ersten Mal und sind inzwischen verheiratet.[6]
- In der Folge „8.03: Mein Polizeistaat“ sagt Dr. Taylor Maddox zu Dr. Cox, sie finde seinen Namen blöd. Dies ist eine Anspielung auf den Namen der Schauspielerin von Maddox. Diese heißt in Wirklichkeit nämlich Courteney Cox.

## Auszeichnungen
„Scrubs“ erhielt diverse Auszeichnungen und Nominierungen. Für den wichtigsten US-amerikanischen Fernsehpreis Emmy wurde 2002 die Besetzung für eine Comedyserie ebenso nominiert wie die Regie in der Folge „My Old Lady“ (1.04: Meine Lieblingspatientin). 2003 und 2004 kam die Besetzung erneut in die Endauswahl, ebenso der Schnitt und das Drehbuch für die Folge „My Screw Up“ (3.14: Meine Schuld). Ein Jahr danach gewann die Reihe einen Preis für den Schnitt in der Folge „My Life in Four Cameras“ (4.17: Meine Sitcom). Nominierungen erhielt die Serie für die „Beste Comedyserie“, „Beste Hauptrolle in einer Comedyserie“ (Zach Braff) sowie „Beste Besetzung einer Comedyserie“. 2006 kam die Serie in die Endauswahl für die „Beste Comedyserie“.
Für den anderen bedeutenden Preis, den Golden Globe, wurde Zach Braff jeweils 2005 und 2006 als „Bester Hauptdarsteller in einer Fernsehserie – Comedy/Musical“ nominiert.

## Veröffentlichung
In den USA hatte Scrubs am 2. Oktober 2001 auf NBC Premiere – mit leichter Verspätung auf Grund diverser Programmänderungen in den Wochen nach dem 11. September 2001.
Die Zuschauerzahlen waren solide und erreichten ihren Höhepunkt in der zweiten Staffel. So wurde Scrubs mit Beginn der zweiten Staffel im September 2002 auf den in den USA umkämpften Sendeplatz am Donnerstagabend verlegt, musste diesen aber Anfang 2004 wieder räumen. Dafür orderte NBC drei zusätzliche Folgen – 25 statt der üblichen 22 – für die vierte Staffel.
Die Ausstrahlung der fünften Staffel der Serie begann im Januar 2006 mit zwei Folgen pro Woche. Dieser Zeitpunkt ist atypisch für die US-amerikanische Fernsehlandschaft, in welcher neue Staffeln einer Serie normalerweise ab dem Herbst ausgestrahlt werden. Für die Olympiaberichterstattung von NBC wurde die Ausstrahlung der fünften Staffel unterbrochen und danach mit einer Folge pro Woche fortgesetzt. Am 30. November 2006 begann NBC mit der Ausstrahlung der sechsten Staffel.
Die Produktion der siebten Staffel 2007/08 wurde durch den Streik der Writers Guild of America (WGA), der auch der Showrunner Bill Lawrence angehört, unterbrochen. Elf Folgen konnten vor dem Streik geschrieben werden und wurden bereits gesendet. Eine zwölfte Folge wurde anschließend von nicht WGA-Schreibern fertiggestellt. Nach einer streikbedingten Pause wurde im Februar 2008 die Produktion wieder aufgenommen.
NBC zeigte lediglich die elf vor dem Streik fertiggestellten Folgen, die letzte am 8. Mai 2008. Das war auch gleichzeitig die letzte neue Folge von Scrubs, die der Sender gezeigt hat. Die Produktion neuer Folgen ging jedoch weiter, da der Sender ABC die Serie übernahm und eine achte Staffel bestellte. Die 18 Episoden wurden bis Anfang September 2008 abgedreht. Die Ausstrahlung der Staffel erfolgte ab dem 6. Januar 2009 und endete mit einer Doppelfolge am 6. Mai 2009.
In Deutschland erwarb ProSieben die Senderechte und zeigte die ersten Folgen ab dem 2. September 2003 im Abendprogramm – damals ungewöhnlich für eine amerikanische Sitcom. Die Einschaltquoten reichten jedoch nicht aus: Nach 30 Folgen wurde die Ausstrahlung ausgesetzt, wenige Monate später kurzzeitig wieder aufgenommen, dann erneut gestoppt. Zum 4. Juli 2005 wurde die Serie ins tägliche Vorabendprogramm verlegt, wurde am 30. September 2005 aber noch vor dem Ende der kompletten Ausstrahlung der dritten Staffel (es fehlten lediglich die letzten vier Folgen) wieder aus dem Programm genommen. ProSieben besitzt auch die Senderechte an den weiteren Staffeln und strahlte ab dem 22. Oktober 2006 die restlichen vier Folgen der 3. und darauf auch die 4. bis 6. Staffel in Doppelfolgen aus. Die 7. Staffel wurde zwischen dem 3. September 2008 und 12. November 2008 auf ProSieben ausgestrahlt. Die Ausstrahlung der 8. Staffel begann am 16. März 2010 und endete am 25. Mai 2010.
In Österreich zeigte der ORF die ersten zwei Staffeln mit wenigen Unterbrechungen von September 2003 bis Mitte 2004 und sendete 2006 die 3. Staffel. Anfang 2007 folgte samstags je eine Folge der vierten Staffel und seit Mai 2007 wurde jeweils eine Folge der Serie (Staffeln 1–6) werktags ausgestrahlt. Am 19. November 2007 begann auch der ORF, die sechste Staffel zu senden. Die siebte Staffel war seit Oktober 2008 jeweils samstags im Nachmittagsprogramm zu sehen. Seit dem Ende der 7. Staffel wurde die Serie bis Ende 2009 von Montag bis Samstag wiederholt. Seit dem 13. März 2010 wurde die 8. Staffel jeweils samstags auf ORF 1 gesendet.
In der Schweiz lief Scrubs seit 2004 auf SF zwei und wurde am 25. Dezember 2006 nach dem Ende der dritten Staffel vorübergehend ausgesetzt, später jedoch wieder ins Programm integriert. SF zwei war der erste deutschsprachige Sender, der die 8. Staffel ausgestrahlt hat.
| # | Ep. | Premiere      | Finale        | Quoten     | Nielsen |
| - | --- | ------------- | ------------- | ---------- | ------- |
| 1 | 24  | 2. Okt. 2001  | 21. Mai 2002  | 11,20 Mio. | #38     |
| 2 | 22  | 26. Sep. 2002 | 17. Apr. 2003 | 15,94 Mio. | #14     |
| 3 | 22  | 2. Okt. 2003  | 4. Mai 2004   | 10,41 Mio. | #43     |
| 4 | 25  | 31. Aug. 2004 | 10. Mai 2005  | 6,90 Mio.  | #88     |
| 5 | 24  | 3. Jan. 2006  | 16. Mai 2006  | 6,40 Mio.  | #98     |
| 6 | 22  | 30. Nov. 2006 | 17. Mai 2007  | 6,41 Mio.  | #87     |
| 7 | 11  | 25. Okt. 2007 | 8. Mai 2008   | 6,38 Mio.  | #115    |
| 8 | 19  | 6. Jan. 2009  | 6. Mai 2009   | 5,61 Mio.  | #123    |
| 9 | 13  | 1. Dez. 2009  | 17. März 2010 | 3,79 Mio.  | #106    |

### DVD-Veröffentlichungen
Im deutschsprachigen Raum sind alle neun Staffeln auf DVD erschienen. Alle Staffeln wurden von der FSK ab 12 Jahren eingestuft, mit Ausnahme der 6. Staffel, die ab 16 Jahren freigegeben ist. Die alle Staffeln umfassende Komplettbox ist am 15. April 2011 erschienen.

### Webisoden
Vom 1. Januar bis 8. April 2009 wurden auf ABC.com zehn Webisoden unter dem Titel Scrubs: Interns veröffentlicht. Zwei weitere Webisoden sind auf der DVD sowie Blu-ray zur achten Staffel von Scrubs enthalten.
| #  | Titel                              | Premiere      |
| -- | ---------------------------------- | ------------- |
| 1  | Our Intern Class                   | 1. Jan. 2009  |
| 2  | Our Meeting with J.D.              | 7. Jan. 2009  |
| 3  | Our Meeting in the Broom Closet    | 13. Jan. 2009 |
| 4  | Screw You with Ted and the Gooch   | 27. Jan. 2009 |
| 5  | The Late Night with Jimmy Show     | 3. Feb. 2009  |
| 6  | Our Meeting with the Braintrust    | 10. Feb. 2009 |
| 7  | Legal Custodians Outtakes          | 18. März 2009 |
| 8  | Our Bedside Manner                 | 25. März 2009 |
| 9  | Our Meeting with Turk and the Todd | 1. Apr. 2009  |
| 10 | Our Final Advice                   | 8. Apr. 2009  |
| 11 | Our Meeting with Carla             | Staffelbox 8  |
| 12 | Legal Custodians Episode           | Staffelbox 8  |

## Hintergründe
Kreiert, konzipiert und produziert von Bill Lawrence, basierte Scrubs auf dessen Ideen und den Schilderungen seiner College-Bekanntschaften. Dazu zählte unter anderem Jonathan Doris, welcher mittlerweile praktizierender Arzt und nebenberuflich medizinischer Berater der Serie war, der als grobe Vorlage für die Hauptfigur John Dorian diente. Er und andere Fachleute brachten den Erfahrungsschatz ein, aus dem die Drehbuchautoren ausgiebig schöpften. Insbesondere die erste Folge schilderte mehrere unfreiwillig komische, aber tatsächlich wahre Begebenheiten.
Es gab weitere reale Vorbilder. Der Typus des Hausmeisters, der Neulinge aus unerfindlichen Gründen drangsalierte, ist nach Bill Lawrence’ Bekunden, fundiert durch leidvolle Erlebnisse, in jedem größeren Kollegenkreis vertreten. Der zynische Dr. Cox war eine Referenz auf Lawrence’ ehemaligen Highschool-Lehrer gleichen Namens. Cox’ Ex-Ehefrau Jordan wurde von Bill Lawrence’ Ehefrau Christa Miller gespielt.
Verschiedene Eigenschaften und Vorlieben der Schauspieler fanden sich ebenfalls in der Serie wieder, Sam Lloyd ist Mitglied der A-cappella-Gruppe „The Blanks“, die sporadisch als Teds Band in Erscheinung trat. Da Sarah Chalke fließend Deutsch und Französisch spricht, erhielt auch ihre Figur Elliot in der Serie diese Attribute. In der deutsch synchronisierten Version wurde bei Elliots Fremdsprachenkenntnissen Deutsch durch Dänisch (in manchen Folgen auch Bairisch) ersetzt, wodurch einige Witze in der deutschen Fassung nicht mehr verstanden werden können.
J. D.s Familienname Dorian wiederum ist wie der von Dr. Kelso Oscar Wildes Roman Das Bildnis des Dorian Gray entnommen, in dem Lord Kelso der verhasste Großvater des Protagonisten ist.

### Künstlerische Umsetzung
Die Serie hob sich in mehreren Punkten von der typischen Sitcom ab. So wurde auf die übliche Multikamera-Technik verzichtet, bei der Szenen gleichzeitig aus unterschiedlichen Blickwinkeln gefilmt werden. Stattdessen wurde nur eine Kamera verwendet, wie es auch bei Kinoproduktionen der Fall ist. Dies verlängerte zwar die Drehzeit und erhöhte somit die Produktionskosten, erlaubte jedoch größere Kreativität bei der Wahl der Einstellungen und beim Schnitt. Die diversen Tagträume des Protagonisten wären ansonsten nur unbefriedigend zu realisieren gewesen.
Auch beim Ton ging man eigene Wege. Voice-over-Kommentare rahmen die Handlung ein und treiben sie voran. Geräuscheffekte untermalen Bewegungen. Auf Publikum oder eingespieltes Gelächter, wie bei anderen Sitcoms üblich, wird verzichtet (Ausnahme: Episode 17 der 4. Staffel, My Life in Four Cameras, in der Scrubs wie Sitcoms als Multicamera-Show vor Publikum aufgezeichnet wurde. In der deutschen Version wurden die Lacher wie üblich eingespielt).

### Drehort
Als Kulisse diente seit der zweiten Folge das frühere Krankenhaus North Hollywood Medical Center ▼ im Norden von Los Angeles. Es beherbergte neben den medizinischen Räumlichkeiten auch die anderen Filmsets, wie die Wohnungen der Charaktere (so wurde zum Beispiel für Dr. Cox’ Wohnung ein alter OP verwendet, da seine Wohnung sehr steril und klar wirken sollte), sowie sämtliche Einrichtungen, die für den Produktionsablauf vonnöten waren. Mitte 2011 wurde es abgerissen. Nur für Außenaufnahmen (Ausnahme ist der Hintereingang mit den Parkplätzen und der Rettungszufahrt zur Notaufnahme) wurde auf ein funktionstüchtiges Krankenhaus im Zentrum der Stadt zurückgegriffen.

### Synchronisation
Die Synchronisation der deutschen Fassung führte die „Arena Film GmbH“ in Berlin durch. Dort war man bemüht, die zahlreichen sprachlichen Witze anzupassen und zu übertragen. Während die gelegentlichen Gesangseinlagen meist nicht synchronisiert werden, wird sonst fast jede Einzelheit so ins Deutsche zu übertragen versucht, dass sie dort Sinn ergibt. Über die Qualität gibt es unterschiedliche Meinungen – besonders bei den Wortspielen sowie bei Witzen, die außerhalb der englischsprachigen Länder eventuell nicht verstanden werden könnten; Szenen also, die man nicht übersetzen kann, ohne den Witz zu verändern oder ihn zu verlieren.
Ein Beispiel ist in Folge 19 der 5. Staffel („Mein Freund, der Hausmeister“) zu finden. Hier wird der Hausmeister gebeten, bei der Behandlung einer Patientin zu helfen und ihr die Beine festzuhalten. Dabei nennt er sich im englischen Original „Dr. Jan Itor“. In der deutschen Synchronisation wurde daraus „Dr. House-Bindestrich-Meister!“. Hier konnte das englische „Dr. Jan Itor“ (Janitor = Hausmeister) nicht unübersetzt bleiben, ohne zu verwirren. Der deutschen Übersetzung gelingt es jedoch den Running Gag der Serie zu erhalten, indem sie ihn verzerrt und in diesem Fall sogar mit einer Anspielung auf die Fernsehserie „Dr. House“ erweitert.
In der Folge „2.20: Meine Interpretation“ hingegen trifft J. D. auf einen im Original deutschen Patienten, von J. D. als „Hermann the German“ betitelt, der in der Synchronisation zum Dänen Erik der Wikinger wird, eine Anspielung auf den gleichnamigen Spielfilm. Im Verlauf der Episode folgt eine Anspielung auf Nenas Lied 99 Luftballons, die dem deutschen Zuschauer somit unverständlich bleibt.

### Rechteinhaber
Scrubs wurde von Bill Lawrence’ Firma Doozer und Disneys Dependance ABC Studios produziert. Die Pilotfolge wurde ursprünglich im Auftrag des firmeneigenen Senders ABC erstellt. Nachdem dieser die Fortführung der Kooperation aufkündigte, sprang die Konkurrenz von NBC in die Bresche und erwarb die Erstausstrahlungsrechte. Nach der siebten Staffel, die eigentlich die letzte für Scrubs sein sollte, stellte NBC die Ausstrahlung ein und ABC erwarb die Rechte an der achten Staffel.
Für einige Lieder verpasste die Produktionsgesellschaft den nachträglichen Erwerb von Rechten für die On-Demand-Ausstrahlung (Streaming). Beispielsweise musste das Lied Dreaming of You von The Coral in Staffel 2, Episode 10 durch Dirty Minds von Here Come The Mummies ersetzt werden.

## Fortsetzung
Im Dezember 2024 wurde bekannt, dass Produzent und Regisseur Bill Lawrence an einem Reboot arbeitet und sich das Projekt in der frühen Entwicklung befindet.